# 欧丹维尔
欧丹维尔（法語：Haudainville，法語發音：[odɛ̃vil]）是法国默兹省的一个市镇，属于凡尔登区。

## 地理
欧丹维尔（49°7'36"N, 5°25'21"E）面积11.1 平方千米，位于法国大東部大區默兹省，该省份为法国西北部内陆省份，北与比利时接壤，西接马恩省和阿登省，南至上马恩省和孚日省，东临默尔特-摩泽尔省。
与欧丹维尔接壤的市镇（或旧市镇、城区）包括：贝勒赖、凡尔登地区贝尔吕、默兹河畔迪约、默兹河畔迪尼、索姆迪约、凡尔登。

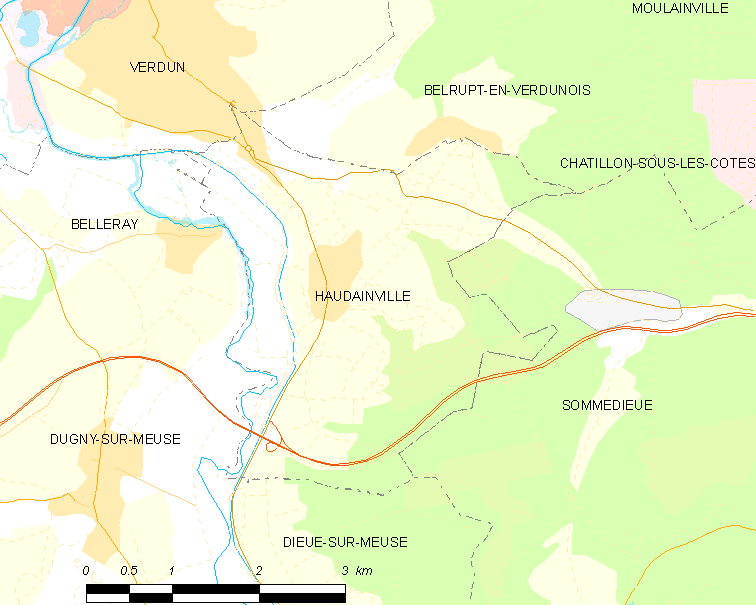
欧丹维尔的OSM定位图

欧丹维尔的时区为UTC+01:00、UTC+02:00（夏令时）。

## 行政
欧丹维尔的邮政编码为55100，INSEE市镇编码为55236。

## 政治
欧丹维尔所属的省级选区为凡尔登第二县。

## 人口

1962-2008年间欧丹维尔人口变化图示

欧丹维尔于2022年1月1日时的人口数量为933人。